# Kenya Airways
Kenya Airways Ltd. je nacionalni zračni prijevoznik iz Kenije.Kompanija je utemeljena 1977. nakon raspuštanja kompanije East African Airways. Sjedište kompanije je u Nairobiju. Sa svojom flotom od preko 40 zrakoplova iz svog središta,Jomo Kenyatta International Airport, lete prema više od 50 destinacija širom svijeta.
Sve do 1996. godine bila je u potpunom državnom vlasništvu, a tada je privatizirana i Vlada je zadržala 29,8% vlasništva. Drugi najveći dioničar je KLM koji ima 26,73% vlasništva.
U siječnju 2013. Kenya Airways je na listi najvećih zračnih prijevoznika Afrike (mjereno ukupnom kapacitetu putnika svih zrakoplova) zasjeo na četvrto mjesto. Prva tri mjesta zauzimaju South African Airways, Ethiopian Airlines i EgyptAir. U lipnju 2010. Kenya Airways je postala punopravni član udruženja SkyTeam. U lipnju 2013. su imali 4.006 zaposlenih.

## Flota
Kenya Airways flota se sastoji od sljedećih zrakoplova (rujan 2014.):
* C i Y su kodovi koji označavaju klasu sjedala u zrakoplovima, a određeni su od strane Međunarodne udruge za zračni prijevoz. 

## Poslovni rezultati
Ključni poslovni trendovi Kenya Airwaysa u posljednjih nekoliko godina:
|                                   | 2003.  | 2004.  | 2005.  | 2006.  | 2007.  | 2008.  | 2009.  | 2010.  | 2011.  | 2012.   | 2013.         | 2014.                |
| --------------------------------- | ------ | ------ | ------ | ------ | ------ | ------ | ------ | ------ | ------ | ------- | ------------- | -------------------- |
| Prihodi (KSh mil.)                | 27.461 | 30.984 | 42.234 | 52.804 | 58.792 | 60.471 | 71.829 | 70.743 | 85.836 | 107.897 | 98.860        | 106.009              |
| Dobit (EBT) (KSh mil.)            | 547    | 2.075  | 5.520  | 6.960  | 5.975  | 6.526  | -5.664 | 2.671  | 5.002  | 2.146   | -10.826       | -4.861               |
| Broj zaposlenih                   | 3.418  | 2.977  | 3.222  | 3.599  | 4.154  | 4.267  | 4.179  | 4.133  | 4.355  | 4.834   | 4.006         |                      |
| Broj putnika (mil.)               | 1,6    | 1,7    | 2,0    | 2,4    | 2,6    | 2,7    | 2,8    | 2,9    | 3,1    | 3,6     | 3,6           |                      |
| Faktor popunjenosti (%)           | 68,0   | 70,2   | 75,4   | 74,2   | 73,6   | 70,4   | 70,8   | 66,5   | 69,2   | 71,7    | 68,7          | 65,6                 |
| Broj zrakoplova (na kraju godine) | 17     | 19     | 20     | 21     | 23     | 24     | 28     | 27     | 31     | 34      | 43            | 46                   |
| Bilješke/izvori                   | [ 14 ] | [ 15 ] | [ 15 ] | [ 16 ] | [ 16 ] | [ 17 ] | [ 17 ] | [ 17 ] | [ 18 ] | [ 18 ]  | [ 19 ] [ 20 ] | [ 21 ] [ 22 ] [ 23 ] |

## Nesreće i incidenti
- 30. siječnja 2000. - zrakoplov Airbus A310 na letu 431 (Abidjan–Nairobi) je pao u ocean jednu minutu nakon polijetanja. U zrakoplovu se nalazilo 179 osoba, a poginulo ih je 169.[24]
- 5. svibnja 2007. - zrakoplov Boeing 737-800 na letu 507 se srušio nedugo nakon polijetanja u močvaru. Život jer izgubilo 105 putnika i devet članova posade.[25]